# 브루노 볼키
브루노 볼키(이탈리아어: Bruno Bolchi ˈbruːno ˈbolki[*]; 1940년 2월 21일, 롬바르디아 주 밀라노 ~ 2022년 9월 27일, 토스카나 주 피렌체)는 이탈리아의 전직 축구 선수이자 감독으로, 현역 시절 미드필더로 활약했다. 현역 시절에 그는 인테르나치오날레, 엘라스 베로나, 아탈란타, 그리고 토리노에서 활약했고, 이탈리아 국가대표팀 경기에도 뛰었다. 볼키는 1961년에 파니니 스티커로 발행된 기념비적인 선수이기도 하다.

## 클럽 경력
밀라노 출신인 볼키는 1958년 5월 18일에 0-1로 패한 나폴리와의 세리에 A 원정 경기에서 인테르나치오날레 소속으로 신고식을 치렀다. 그는 '검푸른 군단'(Nerazzurri) 소속으로 109번의 경기에 출전하며 10골을 기록했고, 위협적인 체격, 힘, 거친 견제 방식의 경기로 마치스테(Maciste)라는 별칭이 붙었다. 그는 1961년부터 1962년까지 주장을 역임하였고, 구단의 전성기 초반을 보내며 1963년에 세리에 A를, 그리고 1964년에는 유러피언컵을 들어올렸다. 그는 이후 세리에 B의 엘라스 베로나를 거쳐 1부 리그의 아탈란타와 토리노에서 뛰었고, 그는 1970년에 후자의 구단에서 은퇴했는데, 그에 앞서 같은 구단에서 코파 이탈리아도 우승했다.

## 국가대표팀 경력
볼키는 1961년에 이탈리아 국가대표팀 경기에 4번 출전했다.

## 감독 경력
볼키는 1971년에 당시 세콘다 카테고리아(Seconda Categoria, 당시 이탈리아 축구 6부 리그)의 프로 파트리아를 맡으며 감독의 길에 접어들었다. 1974년, 그는 소렌토의 감독직을 잡아 처음으로 프로 구단을 지휘했다. 그는 이후 피스토이에세를 이끌고 1976-77 시즌 세리에 C를 우승해 세리에 B로 승격되었다. 그는 1982년에 체세나의 감독직을 맡아 처음으로 세리에 A 구단을 지도했지만 강등을 막지 못했다. 이후 볼키는 오랜 기간 이탈리아에서 감독을 맡으며 세리에 A에서 감독을 맡은 때는 단 2번밖에 더 되지 않았다: 1985-86 시즌, 그는 바리 감독으로서 3년차를 맞이했는데, 이 때 소속 구단은 세리에 C1(1983-84 시즌 우승)에서 1부 리그까지 올라갔다. 그러나, 볼키는 '희붉은 군단'(biancorossi)을 강등에서 막지 못했다. 1988-89 시즌, 그는 2007년에 은퇴하기 전까지 마지막 세리에 A 감독직을 맡았는데, 피사의 감독을 맡았지만 22번째 경기가 끝나고 해임되었다.
2007년 4월 23일, 리그 종료 5경기를 남기고, 그는 앞서 1975-76 시즌에 세리에 C 무대에서, 2002-03 시즌에도 막판 6경기를 지도했던 메시나의 지휘봉을 다시 잡아 지휘했지만, 오랜 기간 리그 하위권을 기어다니던 분위기를 반전시키지 못하고 세리에 B에서의 강등을 막지 못했고, 이후 감독직에서 은퇴했다.

## 최후
2022년 9월 27일, 볼키는 향년 82세로 피렌체에서 영면에 들었다.

## 수상

### 선수
인테르나치오날레
- 세리에 A: 1962–63
- 유러피언컵: 1963–64

토리노
- 코파 이탈리아: 1967–68

### 감독
- 세리에 C2: 1976–77 (B조)

바리
- 세리에 C1: 1983–84